# Nordmetall

Logo des Verbands

Nordmetall (vollständig Nordmetall – Verband der Metall- und Elektroindustrie e. V.) ist ein regionaler Arbeitgeberverband in Norddeutschland. Er vertritt etwa 290 Unternehmen der Metall- und Elektroindustrie mit rund 140.000 Beschäftigten in Hamburg, Bremen, Schleswig-Holstein, Mecklenburg-Vorpommern sowie im nordwestlichen Niedersachsen. Dazu gehören Unternehmen aus der Luftfahrt- und Automobilindustrie, Maschinen- und Schiffbauer, Stahlproduzenten und Spezialisten aus der Medizin- und Elektrotechnik.
Nordmetall ist Mitglied des Arbeitgeberverbandes Gesamtmetall.

## Aufgaben

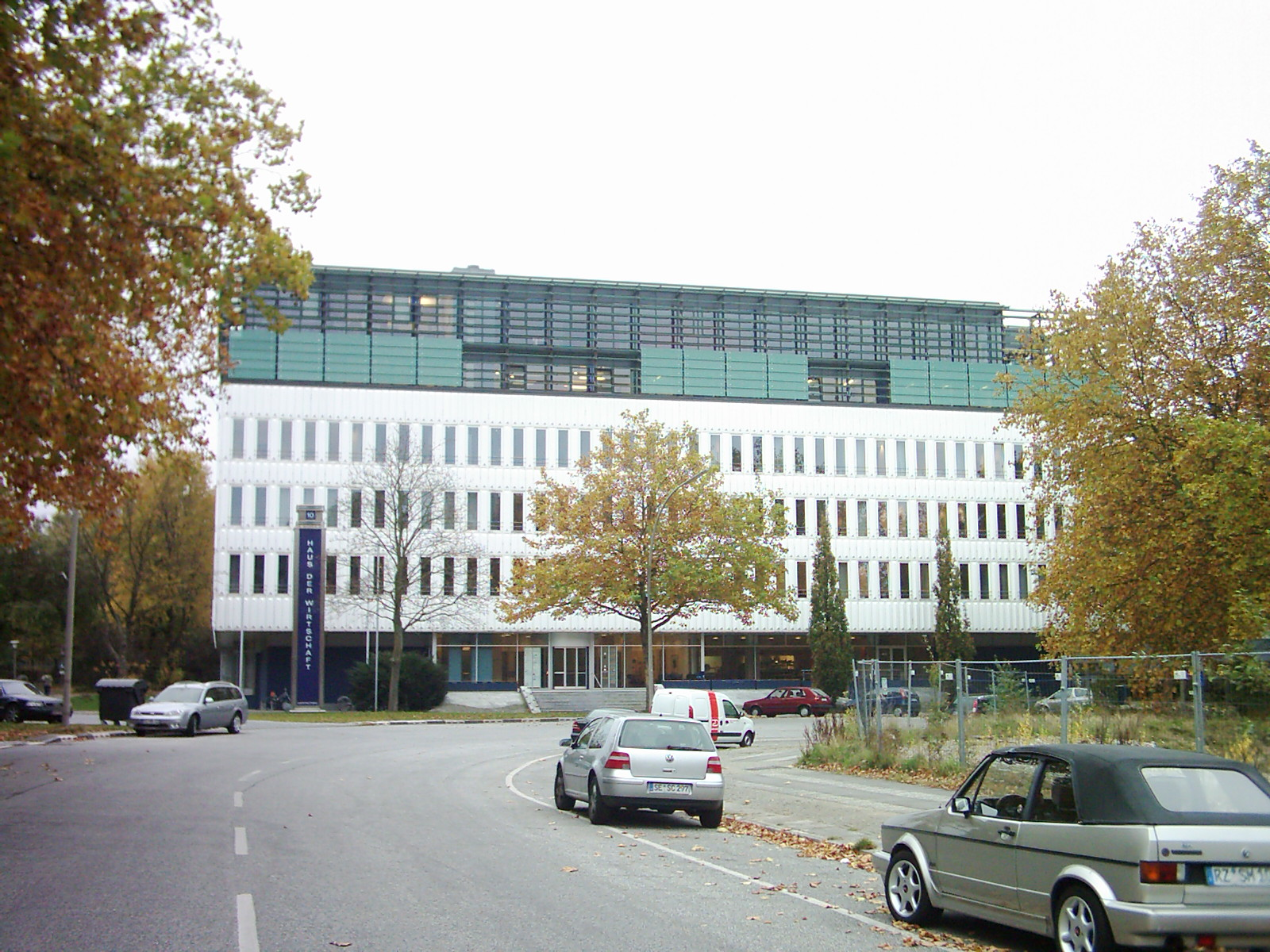
Sitz von Nordmetall in Hamburg

Der Verband verhandelt Tarifverträge mit der IG Metall-Küste, berät und unterstützt seine Mitglieder in allen tarif-, arbeits- und sozialrechtlichen Fragen sowie bei arbeitswissenschaftlichen Themen wie zum Beispiel Betriebsorganisation, Entgeltsysteme und Gesundheitsschutz.
Im Bereich der Bildungsarbeit initiiert und begleitet der Verband zahlreiche Projekte von der frühkindlichen Bildung in Kitas über Aktionen zur Berufsorientierung und Nachwuchswerbung bis hin zur Unterstützung der Mitglieder bei Aus-, Fort- und Weiterbildung.
Seit 2004 unterhält der Verband dazu die Nordmetall-Stiftung mit dem Aufgabenschwerpunkt Bildung und Wissenschaft, Gesellschaft und Kultur. Mit einer Großspende von 10 Millionen Euro im Jahr 2007 fördert der Arbeitgeberverband Nordmetall das weitere Wachstum der Jacobs University Bremen. Ende April 2009 wurde dort das „College Nordmetall“ in Betrieb genommen, ein Wohngebäude für rund 257 Studierende. Ende 2009 hat Nordmetall seine Bildungsaktivitäten in eine gemeinnützige GmbH mit dem Titel „Nordbildung – Bildungsverbund für die Metall- und Elektroindustrie“ eingebracht.

## Organisation
Der Verband entstand 2007 durch die Vereinigung dreier Arbeitgeberverbände in Norddeutschland. Er ist als eingetragener Verein in Hamburg registriert und unterhält auch dort die Hauptgeschäftsstelle. Zur Betreuung seiner Mitgliedsunternehmen unterhält der Verband zehn weitere Büros in Bremen, Bremerhaven, Cuxhaven, Emden, Kiel, Neubrandenburg, Oldenburg, Rostock, Schwerin und Wilhelmshaven.
Hauptgeschäftsführer ist Nico Fickinger.
Präsident ist seit dem 23. November 2020 der niedersächsische Unternehmer Folkmar Ukena. Der Geschäftsführende Gesellschafter der Leda Werk GmbH & Co. KG im ostfriesischen Leer war am 18. November 2020 vom Vorstand einstimmig gewählt worden und übernahm das Amt vom Rostocker Unternehmer Thomas Lambusch. Lambusch ist weiterhin Vorsitzender der Nordmetall-Stiftung und des Bildungswerks der Wirtschaft in Mecklenburg-Vorpommern.